# Полицейский спецназ
Полицейский спецназ — подготовленные по особой программе спецподразделения полиции (милиции), предназначенные для проведения специальных мероприятий с применением специальной тактики и средств. В отличие от обычных полицейских бойцы спецназа лучше вооружены и оснащены, а также имеют значительно более высокий уровень психологической и боевой подготовки.

## Тактика боя
Тактика боя полицейского спецназа основывается на быстрой нейтрализации угрозы с минимальным риском потерь среди мирного населения. При этом, высоким приоритетом является сохранение жизни не только мирного населения, но и, по возможности, жизни самого преступника. Для этого полицейский спецназ зачастую применяет нелетальные спецсредства — электрошокеры, резиновые дубинки (при массовых демонстрациях), резиновые пули, дымовые шашки, водомёты, т.д. Огонь на поражение ведётся в случае угрозы жизни и здоровью мирного населения, полицейских или самих бойцов спецназа.
Бой в городских условиях обычно ведётся на расстояниях до 200 м, поэтому основную тактическую нишу полицейского спецназа занимает ближний бой. Бойцы оттачивают навыки стрельбы из оружия в различных боевых положениях на близких дистанциях, когда, например, стоя на одной ноге, или при стрельбе от бедра нужно поразить мишень из пистолета на дистанции 10-25 м. Также бойцы отрабатывают технику рукопашного боя. В рукопашном бою боец полицейского спецназа должен обезоружить противника и быстро его нейтрализовать (без летального исхода), поэтому предпочтение отдаётся силовым приёмам против уязвимых мест, при поражении которых противник не сможет оказывать сопротивление.

## Вооружение и оснащение
Вооружение и оснащение полицейского спецназа значительно превосходит таковое у обычных полицейских. Спецназ имеет на вооружении различные модели стрелкового оружия: пистолеты, дробовики, пистолеты-пулемёты, карабины, автоматы, а также оружие нелетального действия — электрошокеры, ОООП, дымовые шашки и др. Из спецсредств имеются противоударные и баллистические щиты, тактические бронежилеты, шлемы и т. д., из техники — специально модифицированные автомобили и прочее.

## Подразделения по странам
| Страна               | Подразделение |
| Австрия              | EKO Cobra; |
| Азербайджан          | ОПОН; |
| Армения              | Специальные подразделения Полиции Республики Армения и Службы национальной безопасности Армении; |
| Беларусь             | Специальное подразделение по борьбе с терроризмом (СПБТ) «Алмаз» Министерства внутренних дел Республики Беларусь, ОМОН; |
| Болгария             | СОБТ; |
| Босния и Герцеговина | Босна; |
| Бразилия             | Батальон специальных полицейских операций (порт. Batalhão de Operações Policiais Especiais (BOPE)), GATE, ROTA; |
| Великобритания       | Специальное подразделение полиции Лондона (англ. Metropolitan Police Special Branch); |
| Гаити                | спецподразделение the Groupe d’Intervention de la Police Nationale d’Haiti; |
| Германия             | GSG 9, SEK (нем. Spezialeinsatzkommando) — антитеррористические подразделения полицейских управлений отдельных земель; |
| Греция               | M.A.T.; |
| Грузия               | Специальные подразделения Министерства внутренних дел Грузии; |
| Израиль              | ЯМАМ, ЯСАМ; |
| Испания              | GEO; |
| Италия               | Nucleo Operativo Centrale di Sicurezza; |
| Казахстан            | Специальный отряд быстрого реагирования (СОБР) Министерства внутренних дел Казахстана (создан в 2003 году); |
| Кыргызстан           | Специальные отряды быстрого реагирования (СОБР) Министерства внутренних дел Киргизии; |
| Коста-Рика           | Спецподразделение GAO (исп. Grupo de Apoyo Operativo) Национальной полиции Коста-Рики; |
| Латвия               | Alfa, Omega; |
| Литва                | Aras и отделы специальной готовности (полиция Литвы), SPS (погранслужба) ORKA (жандармерия); |
| Молдова              | ОПОН; |
| Норвегия             | Beredskapstroppen; |
| Польша               | SPAP (Samodzielny Pododdział Antyterrorystyczny Policji); |
| Россия               | В составе МВД: специальные полки полиции (Москва, Московская область, Санкт-Петербург и Ленинградская область, Чечня), ГБР (Белгород), ОБОР (Казань); в составе Росгвардии: ОМОН, СОБР, ОСН «Гром»; спецподразделения в составе ФСИН; |
| Румыния              | Служба полиции для быстрого вмешательства SPIR (рум. Serviciul de Poliție pentru Intervenție Rapidă); |
| Сальвадор            | Отряд специального назначения GRP (исп. Grupo de Reacción Policial) Национальной гражданской полиции Сальвадора; |
| Сербия               | Противотеррористическая группа Сербии; |
| США                  | SWAT (англ. Special Weapons And Tactics — Специальное оружие и тактика); |
| Таджикистан          | ОМОН |
| Турция               | Çevik Kuvvet и Polis Özel Harekat (PÖH); |
| Узбекистан           | ОМОН; |
| Украина              | Корпус оперативного внезапного действия (КОРД) Национальной полиции Украины; Роты быстрого реагирования (РШР) Полков и батальонов полиции особого назначения №1;                                                                      |
| Франция              | RAID и GIGN (фр. Groupe d’Intervention de la Gendarmerie Nationale — Группа вмешательства Национальной жандармерии Франции); |
| Чехия                | URNA; |
| Хорватия             | Антитеррористическая группа Лучко; |
| Эстония              | Подразделение «K-komando» |
| Япония               | Подразделения «токусюкюсюбутай» (特殊急襲部隊 Special Assault Team — «Специальная штурмовая команда») полиции Японии. |